# Rafał Gikiewicz
Rafał Gikiewicz, né le 26 octobre 1987 à Olsztyn, est un footballeur polonais qui évolue au poste de gardien de but au Widzew Łódź.

## Biographie
Rafał Gikiewicz évolue en Pologne puis en Allemagne.
Avec le club du Śląsk Wrocław, il participe aux tours préliminaires de la Ligue Europa lors des saisons 2012-2013 puis 2013-2014.
Il joue plus de 100 matchs en deuxième division allemande. Chose rare pour un gardien, il inscrit un but dans ce championnat lors de la saison 2018-2019.
En fin de contrat à l'issue de la saison 2019-2020, l'Union Berlin annonce qu'il ne prolongera pas et qu'il quittera le club à l'été 2020.

## Vie privée
Son frère jumeau Łukasz est aussi footballeur professionnel. Il évolue au poste d'attaquant dans le club jordanien d'Al-Faisaly.

## Palmarès
- Jagiellonia Białystok
  - Vainqueur de la Coupe de Pologne en 2010
  - Vainqueur de la Supercoupe de Pologne en 2010

- Śląsk Wrocław
  - Champion de Pologne en 2012
  - Finaliste de la Coupe de Pologne en 2013
  - Vainqueur de la Supercoupe de Pologne en 2012